# Шуа Парцхма
Шуа Парцхма (груз. შუა ფარცხმა) — село в Грузії.
За даними перепису населення 2014 року в селі проживає 653 особи.